# Немецсола
Немецсо́ла (рос. Немецсола, марій. Немычсола) — присілок у складі Моркинського району Марій Ел, Росія. Входить до складу Себеусадського сільського поселення.

## Населення
Населення — 96 осіб (2010; 118 у 2002).
Національний склад (станом на 2002 рік):
- марі — 98 %